# دیلاگ

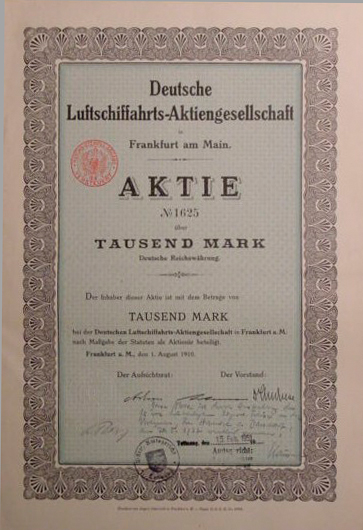

دیلاگ، (به آلمانی: Delag) شرکت هواپیمایی آلمانی و نخستین شرکت هواپیمایی جهان بود، که در ۱۶ نوامبر ۱۹۰۹ فعالیت خود را به‌عنوان یک شرکت تجاری در شهر فرانکفورت آغاز نمود. این شرکت در دهه‌های نخست فعالیتش عمومأ از کشتی‌های هوایی زپلین برای جابجایی مسافر استفاده می‌کرد. این شرکت در سال ۱۹۳۵ منحل اعلام شد.